# Cosmódromo de Sonmiani
O Cosmódromo de Sonmiani está localizado perto da cidade paquistanesa de Sonmiani, na província de Baluchistão, cerca de 45 km a nordeste de Karachi. O local ocupa uma área de dois quilômetros quadrados e está localizado nas seguintes coordenadas geográficas 25° 12′ N, 66° 45′ L. Ele é usado para realizar experimentos com as operadoras de sondas e gerido desde 1962 pela SUPARCO, a agência espacial do Paquistão. Ele também é usado pela Comissão de Energia Atômica do Paquistão para teste de mísseis balísticos de propelente sólido como o Hatf-I/IA e o Ghaznavi. 
O centro foi ampliado e modernizado na década de 90 e entre as suas instalações existem plataformas de lançamento para portadores, oficinas de montagem de suportes, preparar uma área para os transportadores de carga, equipamentos de comunicação aérea, controle de radar de alta velocidade, sala de controle e uma estação telemétrica.